# Liste der Kommunalwappen mit der Jakobsmuschel in Belgien
Dieser Artikel enthält die Liste der Kommunalwappen mit der Jakobsmuschel in Belgien.
Als Jakobsmuscheln oder Pilgermuscheln werden zwei nahe verwandte Arten von Muscheln bezeichnet, die beide zur Gattung Pecten gehören. Der Name Jakobsmuschel geht auf den heiligen Jakobus, den Schutzpatron der Pilger, zurück, dessen Erkennungszeichen die Muschel ist.

## Flämische Region
| Flämische Region | Flämische Region |
| ---------------- | --- |
|                  | Lage Flanderns in Belgien Flandern oder die Flämische Region ist eine der drei Regionen des Königreichs Belgien. Sie liegt im nördlichen Teil und beheimatet die allermeisten niederländischsprachigen Belgier, die sich Flamen nennen.                                                            |
|                  | Berlare |
|                  | Bertem Im mit Gold und Blau gevierten Wappen im ersten Feld ein rotes Andreaskreuz und ein rotes Fünfblatt mit blauen Butzen im vierten Feld gegenüber. Das zweite Feld zeigt einen goldenen Sparren von drei goldene Birnen begleitet und gegenüber drei Muscheln (2,1) gestellt im dritten Feld. |
|                  | Heusden-Zolder |
|                  | Jabbeke |
|                  | Kapellen (Provinz Antwerpen), siehe |
|                  | Knokke-Heist |
|                  | Leisele |
|                  | Lissewege |
|                  | Lovendegem |
|                  | Lovendegem, mit Ornamenten |
|                  | Snellegem |

## Wallonische Region
| Wallonische Region | Wallonische Region |
| ------------------ | --- |
|                    | Lage Walloniens in Belgien Die Wallonische Region ist eine der drei Regionen Belgiens. Die Bevölkerung ist überwiegend muttersprachlich Französisch, im äußersten Osten Deutsch. Die Hauptstadt ist Namur. Die Wallonie umfasst geographisch die südliche Hälfte Belgiens. |
|                    | Beyne-Heusay |
|                    | Brunehaut |
|                    | Lasne |
|                    | Ottignies-Louvain-la-Neuve Im gevierten Schild sind die vier Ortsteile vertreten. Das erste Feld in gold ist von einem blauen Band geteilt (Familie de Spangen) und steht für Ottignies und Mousty. Das zweite zeigt das Wappen der Familie Colopma in blau von einem goldenen Band begleitet von zwei silbernen Tauben schräg geteilt mit acht Taus auf dem goldenen Rand und steht für Céroux. Das dritte in blau zeigt ein goldenes Kreuz und vier goldene Muscheln; es ist das Wappen von Anne-Josèphe de la Croix, Äbtissin von Florival 1733–1749, und befand sich in der Mauer eines Bauernhofes auf dem Gebiet des heutigen Louvain-la-Neuve. Das vierte in gold zeigt drei rote Hähne für Limelette. Das Stadtwappen wurde am 18. Dezember 1991 angenommen. |
|                    | Rouvroy |
|                    | Spontin |
|                    | Trois-Ponts |
|                    | Vaux-sur-Sûre |